# Netzbauchspecht
Der Netzbauchspecht (Picus vittatus) ist eine Vogelart aus der Familie der Spechte (Picidae). Die mittelgroße Spechtart besiedelt Teile Südostasiens und bewohnt ein breites Spektrum feuchter bis trockener Waldtypen von Bambus, immergrünen Regenwäldern, Laubwäldern, Sekundärwäldern bis zu Mangrove, aber auch Kokospalmenhaine, Dorf- und Vorstadtgärten. Die auf dem Boden und in der unteren Baumschicht gesuchte Nahrung besteht, soweit bekannt, aus Käfern und Fliegen. 
Die Art gilt als wenig häufig bis lokal häufig. Der Bestand hat zumindest auf Sumatra durch Habitatzerstörung stark abgenommen, der Netzbauchspecht wird von der IUCN aber noch als ungefährdet („least concern“) eingestuft.

## Beschreibung
Der Netzbauchspecht ist ein typischer Vertreter der Gattung Picus und ähnelt in Habitus und Färbung dem auch in Mitteleuropa heimischen Grünspecht. Es sind mittelgroße Spechte mit einer kurzen Federhaube, einem steifen, langen Schwanz und einem relativ kurzen, nur leicht meißelförmig zugespitzten und an der Basis breiten Schnabel. Der Schnabelfirst ist nach unten gebogen. Die Körperlänge beträgt 30–33 cm, das Gewicht 105–132 g. Sie sind damit etwa so groß wie ein Grünspecht, aber deutlich leichter. Die Art zeigt hinsichtlich der Färbung einen deutlichen Geschlechtsdimorphismus, Weibchen haben außerdem einen etwas kürzeren Schnabel als die Männchen.
Beim Männchen ist der gesamte Rücken einschließlich der Schulterfedern gelblich grün, der Bürzel ist stärker gelblich. Die Oberflügeldecken und die Schirmfedern sind dunkel bronzegrün und dunkler als der Rücken. Die Schwingen sind schwärzlich braun, die Armschwingen haben bronzegrüne Außenfahnen und die kompletten Handschwingen sowie die Innenfahnen der Armschwingen sind schmal hell beigeweiß gebändert. Die Schwanzoberseite ist schwärzlich, die äußeren Steuerfedern zeigen meist einige schmale weißliche Binden, selten sind auch alle Steuerfedern so gebändert. Die Brust ist ungezeichnet hellbräunlich beige oder oliv-beige. Die Befiederung von unterer Brust und Bauch zeigt auf hellbräunlichem bis grünlich weißem Grund olivgrüne submarginale Säume, wodurch ein schuppenförmiges Muster entsteht. Die Unterschwanzdecken sind auf mehr weißlichem Grund ähnlich gemustert mit mehr olivfarbenen Submarginalsäumen. Die Unterflügeldecken sind gelblich weiß mit brauner Bänderung, die Schwingen bräunlich mit weißen Binden. Der Unterschwanz ist etwas heller als der Oberschwanz, die äußeren Steuerfedern haben oft eine schmutzig gelbe Tönung.
Stirn, Oberkopf und Haube sind rot, dieser rote Bereich ist von der Stirn bis zum Nacken unten schmal schwarz begrenzt. Ein schmaler weißer Augenring setzt sich als schmaler Überaugenstreif bis zur Hinterkopfseite fort. Die Ohrdecken sind blass gräulich bis beigefarben, zeigen oft einen Blaustich und haben feine braune Strichel. Die unteren Wangen sind bräunlich oder weißlich und verbinden sich mit dem undeutlichen hellen Zügelstreif. Der kräftige und deutlich abgesetzte Bartstreif ist düster schwärzlich und weist meist einige weiße Flecken oder Strichel auf. Kinn und Kehle sind einfarbig weißlich beige bis hell gelblich grün oder gelb. Halsseiten und Nacken sind wie der Rücken gelblich grün.
Der Oberschnabel ist schmutzig gelb, First und Spitze sind schwärzlich. Der Unterschnabel ist blassgelb. Beine und Zehen sind graugrün. Die Iris ist rötlich braun oder rot.
Beim Weibchen fehlen die roten Partien am Kopf; Stirn, Oberkopf und Haube sind schwarz.
Die Art zeigt eine deutliche innerartliche Variabilität. Winkler et al. erkennen keine Unterarten an, weisen aber auf Forschungsbedarf hin, insbesondere für den Westen des Verbreitungsgebietes, wo Netzbauchspecht und Burmagrünspecht (Picus viridanus) sympatrisch vorkommen. Die beiden Arten bilden nach Winkler et al. eine Superspezies.

## Lautäußerungen
Bekannt sind einzelne Rufe wie „keep“- oder doppelte „kee-ip“. Die Tiere sind durch lange Serien solcher Rufe auffällig. Bei Begegnungen mit Artgenossen werden laute oder leise Rufe wie „wick, a-wick, a-wick“ geäußert. Die Trommelwirbel sind recht kurz und gleichmäßig.

## Verbreitung und Lebensraum
Diese Spechtart besiedelt Teile Südostasiens. Das disjunkte Verbreitungsgebiet reicht in West-Ost-Richtung vom Osten Myanmars bis in den Südwesten der chinesischen Provinz Yunnan und über Laos und Kambodscha bis in den Osten Vietnams; nach Süden reicht es bis in den Süden Vietnams. Es umfasst außerdem den Südwesten der Malaiischen Halbinsel, den Osten Sumatras, den Norden von Java und die Kangeaninseln. Die Größe des Gesamtverbreitungsgebietes ist nicht bekannt.
Netzbauchspechte bewohnen ein breites Spektrum feuchter bis trockener Waldtypen von Bambus, immergrünen Regenwäldern, Laubwäldern, Sekundärwäldern bis zu Mangrove, aber auch Kokospalmenhaine, Dorf- und Vorstadtgärten. Im Westen und Südwesten Thailands, wo der Burmagrünspecht sympatrisch vorkommt, ist die Art weitgehend auf Mangrove, trockeneren Laubwald und küstennahes Buschland beschränkt und fehlt in Gärten. Der Netzbauchspecht kommt auf den Großen Sundainseln von Meereshöhe bis in 200 m Höhe vor, auf dem südostasiatischen Festland bis in 1500 m Höhe.

## Ernährung
Die häufig auf dem Boden, aber auch an liegendem Totholz und an Stämmen und stärkeren Ästen gesuchte Nahrung besteht, soweit bekannt, aus Käfern und Fliegen. Die Nahrung wird durch senkrechtes und seitliches Hacken und Sondieren erlangt. Auf dem Boden werfen diese Spechte Laub und Streu mit dem Schnabel zur Seite und sondieren dann mit dem Schnabel in der Erde oder im Schlamm. 

## Fortpflanzung
Netzbauchspechte leben einzeln oder in Paaren. Die Brutzeit ist je nach Verbreitungsgebiet unterschiedlich, in Malaysia und Thailand reicht sie von Februar bis Juni, auf Java wurden besetzte Höhlen im Januar, im April und im September nachgewiesen. Das Gelege besteht aus drei oder vier Eiern. Weitere Angaben zur Brutbiologie liegen bisher nicht vor.

## Bestand und Gefährdung
Angaben zur Größe des Weltbestandes sind nicht verfügbar. Die Art gilt als wenig häufig bis lokal häufig. Der Bestand hat zumindest auf Sumatra durch Habitatzerstörung stark abgenommen, der Netzbauchspecht wird von der IUCN aber noch als ungefährdet („least concern“) eingestuft.